# Браун, Джон Кэльвин
Джон Кэльвин Браун (англ. John Calvin Brown; 6 января 1827 — 17 августа 1889) — американский политик и военный, генерал армии Конфедерации и участник Гражданской войны на Западе. В 1870 году Браун был избран президентом конституционного конвента, который разработал Конституцию Теннесси 1870 года. На последующих губернаторских выборах он был избран 19-м губернатором Теннесси, и пробыл на этом посту два срока. В годы губернаторства ему в основном пришлось решать проблемы внешнего долга штата. Браун поощрял строительство железных дорог и был президентом двух железнодорожных кампаний.
Джон Браун был младшим братом Нила Смита Брауна, 12-го губернатора Теннесси.

## Ранние годы
Браун родился в Центральном Теннесси, в округе Джилс, в семье Дункана Брауна и Маргарет Смит, потомков шотландских мигрантов. Его старшим братом был Нил Браун. Джон получил начально образование в Олд-Филд-Скул, затем поступил в Джексон-Колледж в Коламбии, окончил его в 1846 году и стал изучать право у своего дяди Хью Брауна в Спринг-Хилле. В 1848 году он получил лицензию адвоката и начал работать в городе Пуласки. Он женился на Энн Пойнтер, но она умерла в 1858 году, не оставив детей.
Браун и его Брат до войны поддерживали партию вигов, а после её распада всегда голосовали за бывших вигов. Во время президентских выборов 1860 года Браун служил в коллегии выборщиков и голосовал за Джона Белла, противника сецессии Юга, который занимал нейтральную позицию в спорах о рабстве. Браун так же был противником сецессии, но после обстрела форта Самтер в апреле 1861 года штат захлестнули сецессионистские настроения, и Браун вместе с братом изменили своё отношение к сецессии и поддержали Конфедерацию.

## Гражданская война
В 1861 году Браун вступил рядовым в армию Конфедерации, вскоре был избран капитаном, а уже в мае 1861 года стал полковником 3-го Теннессийского пехотного полка. В начале 1862 года он уже командовал 3-й бригадой дивизии Саймона Бакнера, которая обороняла форт Донелсон. 16 мая 1862 года гарнизон форта капитулировал, Браун попал в плен и шесть месяцев пробыл в форте Уоррен в Массачусетсе.
Осенью 1862 года он был освобождён по обмену, получил звание бригадного генерала и был направлен в Теннессийскую армию генерала Брэкстона Брэгга. Он участвовал в Кентуккийской кампании, командуя 1-й бригадой дивизии Джеймса Паттона, которая состояла из трёх пехотных полков и артиллерийской батареи:
- 1-й Флоридский пехотный полк, полковник Уильям Миллер
- 3-й Флоридский пехотный полк, полковник Даниель Бёрд
- 41-й Миссисипский пехотный полк, полковник Уильям Феймстер Такер
- Батарея «А» 14-го Джорджианского легкоартиллерийского полка (три 12-фунтовые гаубицы и три 6-фунтовых орудия), капитан Джозеф Палмер.

### Сражение при Перривилле
Эта бригада участвовала в сражении при Перривилле, где Браун был ранен.

### Битва при Чикамоге
Во время битвы при Чикамоге дивизия Александра Стюарта (в которую входила бригала Брауна) была задействована 19 сентября, на второй день сражения. Генерал Александр Стюарт получил из штаба приказ «идти туда, где идёт бой». Он нашёл генерала Брэгга, который сказал только то, что корпус Уокера попал в трудное положение, и что Стюарт должен действовать по обстоятельствам и получить дополнительные инструкции у генерала Полка. В 14:00 Стюарт привёл свои три бригады (Бейта, Брауна и Клейтона) к полю Брока и попытался найти Полка, но не смог. Решив не терять времени, он приказал бригаде Генри Клейтона наступать через поле на север, но в 14:30 бригада Клейтона была вынужден остановиться. Стюарт отправил бригаду Брауна на усиление Клейтона.
К 15:00 бригада Брауна начала наступление, прошла сквозь ряды бригады Клейтона, атаковала федеральные бригады Битти и Дика, и отбросила их за Лафайетскую дорогу, но при этом в ходе атаки теннесийцы сами потеряли порядок. Им не помогала своя артиллерия, а федеральные орудия вели плотный огонь. Браун попал в трудное положение, но в это время южане прорвались на правом фланге дивизии Ван Клеве, и вся его дивизия (бригады Дика и Битти) стали отходить. Генерал Палмер нашёл 75-й Индианский полк и бросил его в контратаку: индианцы открыли огонь по флангу бригады Брауна. Это был первый бой 75-го индианского, но он остановил Брауна. Но в это время правее Брауна случайно появилась алабамская бригада Джеймса Шеффилда из дивизии Лоу, которая заблудилась в лесу и вышла прямо к линии бригады Крафта. Алабамцы атаковали и опрокинули бригаду Крафта, но неподалёку оказались два полка бригады Турчина, которые присоединились к полкам Крафта, помогли им остановиться, и перейти в наступление на алабамцев.